# 버턴저빌
버턴저빌(Gerbillus burtoni)은 황무지쥐아과에 속하는 설치류의 일종이다. 수단 다르푸르 지역에 주로 분포한다. 야생에서 개체수가 250마리 이하로 유지되는 것으로 간주되고 있다. 학명과 일반명은 다르푸르에서 수집한 동물들 속에 있던 저빌을 제공한 버튼(Edward Burton)의 이름을 따서 퀴비에(Frédéric Cuvier)가 명명했다.